# Lamborghini Gallardo LP560 GT2
Chronologie des modèles (2009 - 2010)
La Lamborghini Gallardo LP560 GT2 également typographiée Lamborghini Gallardo LP-560 GT2 est une automobile de compétition développée et fabriquée par le Reiter Engineering et Lamborghini, pour courir dans la catégorie GT2 de l'Automobile Club de l'Ouest et de la fédération internationale de l'automobile. Elle est dérivée de la Lamborghini Gallardo LP560, d'où elle tire son nom.

## Aspects techniques
Le taux de compression du moteur est de 12.5:1. Pour satisfaire les normes de l'Automobile Club de l'Ouest, sa puissance passe de 560 ch à 500 ch,. Interdit dans la catégorie GT2, la transmission intégrale de série est délaissée au profit d'une transmission sur les roues arrière.

## Histoire en compétition
En 2009, elle entre pour la première fois en compétition, à l'occasion des 1 000 kilomètres de Spa. Pour hans Reiter, le patron de l'écurie constructeur, la voiture est suffisamment fiable pour parcourir la totalité de la distance de course : « Ce n’est pas irréaliste de penser que l’auto tiendra 1000 km en course si nous poursuivons les essais. C’est pour cela que nous allons accentuer les tests avant de faire débuter la Gallardo aux 1000 km de Spa »,,,.
En 2010, la Lamborghini LP560 GT2 est engagée aux 1 000 kilomètres de Silvertsone par l'écurie émirati Gulf Team First,.